# Spark the Fire
«Spark the Fire» es una canción grabada por la cantautora estadounidense Gwen Stefani para su tercer álbum de estudio. La escribió Stefani y el productor Pharrell Williams.

## Recepción crítica
Lucas Villa de AXS ha publicado: «En vez de revivir la magia pasada [haciendo referencia al tema «Hollaback Girl», otra colaboración de Williams y Stefani], “Spark the Fire” es bastante insustancial.»

## Vídeo musical
El vídeo musical se publicó en el perfil oficial VEVO de Stefani en YouTube. La periodista Eliza Berman, de la revista Time, concedió al clip una reseña positiva, en la que comentó: «[el vídeo] cobra vida en una mezcla de animación y realidad…»

## Lista de canciones
- Descarga digital

1. «Spark the Fire» – 3:22

## Posicionamiento en listas

### Listas semanales
| Lista (2015)        | Mejor posición |
| ------------------- | -------------- |
| Hot Dance Club Play | 29             |